# Arthur Lüttringhaus senior
Arthur Lüttringhaus senior (* 8. August 1873 in Köln-Mülheim; † 28. Oktober 1945 in Heidelberg) war ein deutscher Chemiker bei der BASF.
Er war der Onkel des Chemikers Arthur Lüttringhaus und Sohn eines Lederwarenfabrikanten. Lüttringhaus studierte Chemie in Freiburg im Breisgau und Jena, wo er 1896 promoviert wurde. Während seines Studiums wurde er 1892 Mitglied der Freiburger Burschenschaft Alemannia. Er war Assistent in Jena und 1899 in Kiel und war ab 1900 am Hauptlabor der BASF in Ludwigshafen. Ab 1921 leitete er das Labor für Alizarin und 1926 der Abteilung Alizarin. Ende der 1920er Jahre war er am Aufbau des Werks für Küpenfarbstoffe der IG Farben in den USA (General Aniline Works) beteiligt. Ab 1932 leitete er zusätzlich das Hauptlabor. 1933 ging er in den Ruhestand.
Bei BASF befasste er sich erst mit Schwefelfarbstoffen, dann ab 1909 mit Alizarinfarbstoffen und ab 1918 zusätzlich mit Riechstoffen.
Er hatte Anteil an der Meerwein-Ponndorf-Verley-Reduktion, als er entdeckte, dass man ungesättigte Aldehyde mit Ethanol und aktiviertem Magnesium in die entsprechenden ungesättigten Alkoholen umwandeln kann. Da er die Reaktion nicht richtig deutete, wurde er bei der Namensgebung übergangen.